# Machhlishahr
Machhlishahr es un pueblo y nagar Panchayat situado en el distrito de Jaunpur en el estado de Uttar Pradesh (India). Su población es de 26107 habitantes (2011). 

## Demografía
Según el censo de 2011 la población de Jafarabad era de 26107 habitantes, de los cuales 13284 eran hombres y 12823 eran mujeres. Machhlishahr tiene una tasa media de alfabetización del 77,43%, superior a la media estatal del 67,68%: la alfabetización masculina es del 83,83%, y la alfabetización femenina del 70,86%.